# Борщівський замок
Борщівський замок — втрачена оборонна споруда в місті Борщеві Тернопільської области.

## Відомості
У XVII ст. збудовано замок. Тоді ж посилилася турецька загроза, тому замок Борщева став виконувати функцію могутньої цитаделі, яка здатна витримати тривалу облогу та вмілий штурм.
У XVIII ст. замковий палац та каземати переробляють у палац, а поруч з ним в 1763 році будують костел, дзвіницю якого переробили з замкової башти. Збереглася лише вона, яка включена в нижній ярус триповерхової дзвіниці костелу XVIII століття. Також на рельєфі видимі земляні укріплення замку, під землею повинні були зберегтися  підвали та підземелля, які планомірно ніхто не знищував. Це містечко може стати туристичним центром, особливо якщо враховувати, що воно лежить по дорозі на Кришталеву печеру у Кривче та фортецю у Хотині.